# Baryphas
Genre
Synonymes
- Polemus Simon, 1902

Baryphas est un genre d'araignées aranéomorphes de la famille des Salticidae.

## Distribution
Les espèces de ce genre se rencontrent en Afrique subsaharienne.

## Liste des espèces
Selon World Spider Catalog (version 25.5, 14/11/2024) :
- Baryphas ahenus Simon, 1902
- Baryphas eupogon Simon, 1902
- Baryphas galeatus (Simon, 1902)
- Baryphas jullieni Simon, 1902
- Baryphas parvulus Haddad & Vickers, 2024
- Baryphas scintillans Berland & Millot, 1941

## Systématique et taxinomie
Ce genre a été décrit par Simon en 1902 dans les Salticidae.
Polemus a été placé en synonymie par Wesołowska et Russell-Smith en 2022.

## Publication originale
- Simon, 1902 : « Description d'arachnides nouveaux de la famille des Salticidae (Attidae) (suite). » Annales de la Société Entomologique de Belgique, vol. 46, p. 24-56 & 363-406 (texte intégral).